# 보령향교
보령향교(保寧鄕校)는 대한민국 충청남도 보령시 주포면에 있는 조선시대의 향교이다. 1997년 12월 23일 충청남도의 기념물 제112호로 지정되었다.

## 개요
향교는 공자와 여러 성현께 제사를 지내고 지방민의 교육과 교화를 위해 나라에서 세운 교육기관이다.
보령향교는 조선 경종 3년(1723) 처음 지었다.
지금 남아 있는 건물로는 대성전, 명륜당, 동재, 서재, 내삼문, 외삼문 등이다.
대성전은 제사지내는 공간으로 앞면 5칸·옆면 3칸의 규모이다. 지붕은 옆면에서 볼 때 사람 인(人)자 모양인 맞배지붕이다. 명륜당은 학생들이 모여 공부하는 강당이다. 규모는 앞면 3칸·옆면 2칸이며, 지붕은 옆면에서 볼 때 여덟 팔(八)자 모양인 팔작지붕으로 꾸몄다. 동재와 서재는 학생들의 기숙사이다. 동재는 앞면 5칸·옆면 2칸 규모에 팔작지붕이고, 서재는 앞면 4칸·옆면 2칸 규모에 팔작지붕이다.
조선시대에는 나라에서 토지와 노비·책 등을 지원받아 학생들을 가르쳤으나, 지금은 교육 기능은 없어지고 제사 기능만 남아 있다.

## 참고 자료
- 보령향교 - 국가유산청 국가유산포털